# Michael Townley
Michael Vernon Townley (n. 9 de diciembre de 1942) es un exagente estadounidense de la Dirección de Inteligencia Nacional (DINA), la policía secreta de la dictadura militar chilena de Augusto Pinochet. Se le sindica la autoría material en los atentados a Orlando Letelier, Ronny Moffit y Carlos Prats, bajo instrucciones de la DINA. Actualmente vive bajo los términos del Programa Federal de Protección de Testigos de los Estados Unidos.

## Primeros años
Hijo de Vernon Townley, de quien se piensa que fue un agente de la CIA en los años 1960. Era muy amigo de David Atlee Phillips, jefe de los exoficiales de inteligencia de la CIA. Phillips, además, tenía una larga relación con Chile. Se convirtió en el controlador CIA de Michael Townley.
El 7 de abril de 1957, Michael Townley llegó a Chile con su padre, quien dirigía la Ford Motor Company. Según algunas fuentes, fue miembro del Peace Corps.[cita requerida]
Durante su adolescencia, Townley fue activo en el grupo juvenil de la Iglesia Metodista de la comunidad estadounidense. Fue alumno del Saint George's College, establecimiento que abandonó debido a sus dificultades con el idioma español.
Se casó con la chilena Mariana Callejas. Durante sus primeros años de matrimonio, trabajó como vendedor de acciones de fondos mutuos.
En 1967 Townley y Callejas se fueron a vivir a Miami. De acuerdo al libro de Donald Freed, Death in Washington: The Murder of Orlando Letelier, Townley era apoyado por Frank Sturgis y la Organización del Ejército Secreto. Townley tuvo un estudio intensivo de electrónica y explosivos bajo la tutela de exmiembros de la CIA quienes habían tomado el control de las operaciones electrónicas en el área de Fort Lauderdale. Una de sus tareas era plantar bombas debajo de los autos de algunos residentes en Miami.
En 1969, la CIA contactó a Townley para ser enviado a Chile bajo el nombre de «Kenneth W. Enyart». Viajó acompañado por Aldo Vera Serafín de la Organización del Ejército Secreto y quedó bajo el control de David Atlee Phillips, que estaba a cargo de un equipo especial asignado para impedir la elección de Salvador Allende como Presidente de Chile. Esta campaña no tuvo éxito y Allende llegó al poder en 1970, convirtiéndose en el primer socialista que llegó al poder a través de unas elecciones democráticas libres.

## Agente y terrorista en Chile

### Atentados durante la Unidad Popular
David Atlee Phillips ordenó a Townley la tarea de organizar dos grupos de acción paramilitar: Orden y Libertad y Protección Comunal y Soberanía. Townley también estableció un equipo de pirómanos que iniciaron varios incendios en Santiago. Townley también montó una campaña de desprestigio contra el general Carlos Prats, el jefe del Ejército de Chile. Prats renunció el 21 de agosto de 1973 y fue reemplazado en el cargo por Augusto Pinochet. El 30 de septiembre de 1974, el exgeneral fue asesinado por la explosión de un coche bomba en Buenos Aires.
Ayudó al Frente Nacionalista Patria y Libertad, organización nacionalista chilena de ultraderecha fundada después del triunfo de la Unidad Popular en 1971, por el abogado Pablo Rodríguez Grez.
Townley narraría al periodista chileno Marcelo Araya que él entrenó a los miembros de Patria y Libertad en transmisiones radiales desde autos y la fabricación de cócteles molotov, pero no en armas porque no tenía en esos momentos.

### Nexos con la CIA
Según Townley, mientras estuvo en Chile trató de ponerse en contacto con la CIA, pero no lo logró. El testimonio bajo juramento de Robert W. Gambino, quien al declarar que era el director de Seguridad de la Agencia Central de Inteligencia, aseguró que investigó el paso por la agencia del estadounidense y encontró que en febrero de 1971 el Directorio de Operaciones había solicitado aprobación preliminar de seguridad para usar a Townley en calidad de agente operativo. Sin embargo, el jefe de la DINA, el general Manuel Contreras, aseguraría que Townley fue agente de la CIA. Finalmente, se comprobó que actuaba como doble agente para la CIA y la DINA, por lo cual, luego de sus misiones en favor de la CIA, le consiguieron inmunidad mediante el mecanismo de protección de testigos. El mayor "beneficiado" con el atentado a Orlando Letelier en Washington D. C. fue la CIA, ya que en plena Guerra Fría tenían a una figura pública comunista prorrusa en la misma capital de Estados Unidos dictando cátedras anticapitalistas en la cuna del capitalismo. La acción de Townley como doble agente permitió a la CIA no aparecer como autor del crimen de Orlando Letelier.
El chileno Francisco Aníbal Cortés de la Maza declaró ante la policía de ese país que él era funcionario de la línea aérea LAN Chile cuando conoció a Townley. Al estadounidense se le identificó como Wilson, después se conoció que se trataba de él.

En esta conversación, como yo le hice presente que me extrañaba las circunstancias de que manejara ambos nombres, incluso que no quisiera que yo lo llamara por su apellido (Andrés Wilson), me dio a conocer que en verdad él trabajaba para la embajada norteamericana, precisamente para la CIA y en ese viaje andaba en una misión secreta con el nombre que me parece pudo haber sido el de Enyat o algo parecido (...).
Francisco Aníbal Cortés de la Maza, piloto de LAN

En auxilio del exjefe de la DINA, acude otro testimonio de Antal Mirlos Lazlo Frigyes Endre María Liptany Velics, un apátrida de origen húngaro vinculado a la CIA que llegó a Chile como «especialista psicológico» al servicio de la dictadura. En declaración jurada dijo:

(...) Townley invitó a personas que por siempre tuvieron convicciones y vivieron la doctrina nacionalista. Uno de ellos recuerdo fue Gastón Acuña Mac Lean. También invitaba a funcionarios de la embajada de Estados Unidos de Norteamérica. Recuerdo que una vez nos invitó a Gastón Acuña y a mí para que conociéramos a gente de la embajada de su país. Antes de la reunión me confidenció que él podría ser en extremo instrumental en la conexión con Estados Unidos en la acción.
Anthal Lipthay

Documentos obtenidos por Ricardo León Servantini, y que fue acompañado en este proceso por la defensa del general Manuel Contreras. Ricardo León Servantini, exmiembro del personal de seguridad de la embajada de Estados Unidos. Según el exagente DINA Cristoph Willeke en el marco del caso Letelier habría una declaración de Robert Gambino, director de Seguridad de la CIA en 1978, en la cual dice que Michael Townley ingresó a la CIA el 25 de noviembre de 1970. O sea, que al momento del asesinato calificado del general Prats y su esposa, Townley ya era colaborador informante de la CIA, y aún no tomaba contacto con la DINA. Sin embargo, la declaración dice otra cosa:

(...) El interés por el señor Townley cesó el 21 de diciembre de 1971. A partir de dicha fecha no existen datos que indiquen ningún interés por parte de la agencia en el señor Townley.
Robert Gambino, oficial CIA

El 10 de octubre de 1991, Jorge Patricio Villalobos Bolt —excadete militar y miembro del Grupo terrorista Patria y Libertad en 1973— declaró que:

(...) fui conducido por Inés Callejas y un individuo que siempre la acompañaba, de nombre Miguel Stol Larraín, de quien se decía era ladrón de autos, a una casa ubicada en avenida El Bosque esquina avenida Tobalaba. Esta casa pertenecía a la embajada de Estados Unidos para los marines o infantes de marina que custodiaban al Embajador (...) Por las circunstancias que he referido debía Townley ser agente de la CIA.
Jorge Patricio Villalobos Bolt, ligado a la DINA en 1976.

Al final de su extensa declaración, Villalobos dijo estar persuadido de la pertenencia del estadounidense a la CIA: «Yo reitero lo expresado a Vuestra Excelencia, en el sentido y de estar íntimamente convencido que ya a la época a que me refiero, Michael Townley, quien se hacía llamar Juan Manolo Torres, era agente de la CIA».

### Golpe de Estado y la DINA
En 1993, Michael Townley expresó al periodista Marcelo Araya de Televisión Nacional de Chile que él estaba en Miami el 11 de septiembre de 1973 y cuando se enteró del derrocamiento de Allende salió, compró varias botellas de champán y celebró con sus amigos chilenos en esa ciudad.
Después del golpe, se convirtió en agente de la DINA, en contacto estrecho con el general Manuel Contreras. Su secretaria de entonces, Alejandra Damiani, lo definió en tribunales como «un mercenario, pero muy mal pagado», y según Mariana Callejas, le gustaba aparecerse por el cuartel general de la DINA para «estar entre camaradas».
Participó en varias operaciones destinadas a la eliminación de grupos y personas opuestas a la dictadura militar. Fue contactado para el asesinato del excanciller Orlando Letelier y su secretaria en Washington D. C., en 1976, tras haber ingresado a ese país con un pasaporte con un nombre falso visado en Paraguay (entonces bajo la dictadura de Alfredo Stroessner). Fue expulsado de Chile en 1978, por presión de los Estados Unidos, y en ese país negoció aceptar la responsabilidad de construir y poner la bomba, y recibió una condena menor e inmunidad futura a cambio de testificar en contra de sus ayudantes, cinco cubanos en el exilio. Tras cumplir parte de su condena fue liberado bajo el amparo del programa federal de protección a testigos.

#### Asesinato de Carlos Prats
En 1983, cortes argentinas solicitaron su extradición en el caso del asesinato de Carlos Prats y su esposa en Buenos Aires, pero la Corte de Distrito de Virginia no acogió la solicitud, por basarse el testimonio de Townley en el caso Letelier, inadmisible por el acuerdo entre Townley y la fiscalía. Townley fue interrogado más tarde en Estados Unidos, donde afirmó haber construido, instalado y detonado la bomba bajo instrucciones de la DINA. A cambio de estas confesiones se le aplicaron los privilegios de protección a testigos.
Posteriormente, bajo acuerdo de protección, confesó a periodistas chilenos del programa Informe Especial la responsabilidad material de los atentados a Letelier y Prats, explicó su forma de accionar en forma detallada y responsabilizó a la DINA como autora intelectual.

#### Contacto con fascistas italianos
Según documentos de la CIA desclasificados en 2000, Michael Townley y la CIA tenían vínculos con el terrorista italiano de extrema derecha Stefano Delle Chiaie, miembro de Gladio, también conocido como Alfredo Di Stéfano, quien los ayudaba en la ejecución de la Operación Cóndor, y también con el francés Albert Spaggiari, miembro de la Organisation de l'Armée Secrète.
Los italianos, según Townley, hicieron otros servicios importantes para la DINA: un grupo de diez visitó Santiago de Chile, después por encargo de esa agencia viajaron a Perú para espiar sus capacidades de defensa y obtener información sobre las intenciones de los militares peruanos en ocasión de un aniversario más de la Guerra del Pacífico.

## Tras la dictadura

### Entrevistas y acusaciones
El 18 de agosto de 1993, Chile revivió varios de los episodios más oscuros de su pasado reciente, cuando Michael Townley contó, durante una entrevista de dos horas con el periodista Marcelo Araya del programa Informe Especial, cómo asesinó e intentó asesinar a varios enemigos de la dictadura militar. Admitió haber puesto la bomba que causó la muerte al excanciller socialista Orlando Letelier y su secretaria Ronni Moffit, al estallar su auto en pleno centro de Washington, el 21 de septiembre de 1976. Dijo haber colocado la bomba con la ayuda de exiliados cubanos y por órdenes del entonces director de la Dirección de Inteligencia Nacional (DINA), el general Manuel Contreras, y su jefe de operaciones, el coronel Pedro Espinoza.
La jueza argentina María Servini de Cubría interrogó a Michael Townley el 9 de noviembre de 1999. Por primera vez no solo confesaba cómo asesinaron al general Carlos Prats y su esposa, sino también cómo huyó de Chile en 1973 para eludir la justicia luego del asesinato de un obrero en las instalaciones del Canal de TV de la Universidad Católica en Concepción durante el gobierno de Salvador Allende. Un antecedente que poco después le daría el pase inmediato para integrar los escuadrones secretos de la DINA:

Fue en conversaciones con el coronel Pedro Espinoza. Al comienzo él decía que el general Carlos Prats podría causar problemas, que podría convertirse en una amenaza y preguntaba si yo podría ayudar, hacer algo… Se hablaba de la importancia del general Prats en la estructura política de Chile, de posibles actividades de la oposición y esta conversación que continuaba se convirtió a través de semanas en preguntas como ‘¿crees que podrías ayudarnos?’, ‘¿crees que podrías hacer tal cosa?’. Y finalmente dije: ‘bien, lo intentaré’. Yo llevé a cabo la operación a instancias del coronel Espinoza. Cuando se planificaba la operación yo traté exclusivamente con el coronel Espinoza y el mayor Iturriaga. La planificación y realización fueron exclusivamente mi obra. El coronel Espinoza me proporcionó el dinero para los materiales necesarios para construir la bomba y para los gastos del viaje... El artefacto que sería utilizado era un transmisor de radio electrónico. El mayor Iturriaga proporcionó los explosivos. Creo que tomamos dos panes de C-4, algunas cápsulas explosivas de Pentacord de 75 miligramos y tres detonadores. Probé varias configuraciones diferentes de radio. Finalmente Espinoza consiguió dos radios CB con un artefacto para hacer sonar un timbre. Cambié sus frecuencias y las frecuencias de tono. Realizamos pruebas. Ellos tenían una instalación en el campo y allí realizamos una última prueba solo con las cápsulas explosivas, solo para probar que funcionaban.
Confesión de Michael Townley a la jueza Servini de Cubría

El chofer de Pablo Neruda, Manuel Araya, identificó a Townley como uno de los médicos que trataron al poeta y lo acusó de envenenarle mientras fingía ser un médico tratante en la Clínica Santa María.

### Townley enjuiciado
Michael Townley fue sometido a juicio en Estados Unidos junto con otros tres oficiales de la DINA (en ausencia ya que Pinochet se negó a extraditarlos). Fue condenado; pero a cambio de información vital fue liberado al cabo de 62 meses bajo el programa de protección especial de testigos, actualmente vive bajo otro nombre en algún lugar de los Estados Unidos.[cita requerida]

### Publicación de confesiones en 2023
El 22 de noviembre de 2023, las confesiones de Townley sobre su carrera de cuatro años como asesino de la DINA fueron "reproducidas en su totalidad y publicadas juntas" por primera vez por el Archivo de Seguridad Nacional.  A pesar de esto, el sitio web del Archivo de la Seguridad Nacional también reconoció que "A lo largo de los años, las referencias a la confesión de Townley han aparecido en libros y artículos a medida que los investigadores y los reporteros obtuvieron acceso a los archivos judiciales de Chile". En su primera carta de "confesión" de fecha 13 de marzo de 1978, Townley se describió a sí mismo como parte de numerosas misiones en nombre de la DINA y "siguiendo órdenes del general Contreras". En otra "confesión", fechada el 14 de marzo de 1978, Townley detalló cómo fue reclutado por los funcionarios de la DINA en 1974 y cómo sirvió al principal asesino internacional de la DINA. Se le daría una mansión en el barrio de clase alta de Lo Curro de Santiago, se le darían instrucciones de construir un laboratorio de guerra química en su sótano y se le nombraría para dirigir una unidad especial de la DINA llamada "Agrupación Avispa", que operaba bajo la Brigada Mulchén de la DINA y estaba "dedicada a la eliminación" de los opositores del régimen de Pinochet.[7] También confesó los asesinatos de dos chilenos, el conservador de bienes raíces Renato León Zenteno (1976) y el cabo del Ejército y agente de la DINA Manuel Leyton (1977), usando gas nervioso sarin que fabricó en el laboratorio químico de su casa. En una declaración jurada del Departamento de Justicia de fecha 23 de agosto de 1991, el abogado del Departamento de Justicia Eric B. Marcy señaló cómo los Estados Unidos obtuvieron los documentos de Townley y su esposa entre 1982 y 1990, afirmando, entre otras cosas, que las confesiones "fueron preparadas por Townley antes de su expulsión de Chile con el fin de protegerlo de los fugitivos Manuel Contreras y Pedro Espinoza y para proteger su expulsión de Chile". Los alias que Townley usó mientras era agente de la DINA incluían a Juan Andrés Wilson; Hans Peterson Silva; Kenneth William Enyart; y Pablo Andres Simpon Valle.
En una carta del 14 de marzo de 1976, Townley señaló cómo recibió la orden de Pedro Espinoza de asesinar a Orlando Letelier. Al actualizar la carta después de que se llevara a cabo el asesinato de Letelier el 21 de septiembre de 1976, Townley señaló cómo reclutó al equipo de exiliados cubanos con sede en Estados Unidos después de viajar a los Estados Unidos después de obtener visas falsas en Paraguay. Townley también afirmó que recibió ayuda de una red de políticas secretas individuales del Cono Sur conocidas como Cóndor Rojo.